# Tiermas

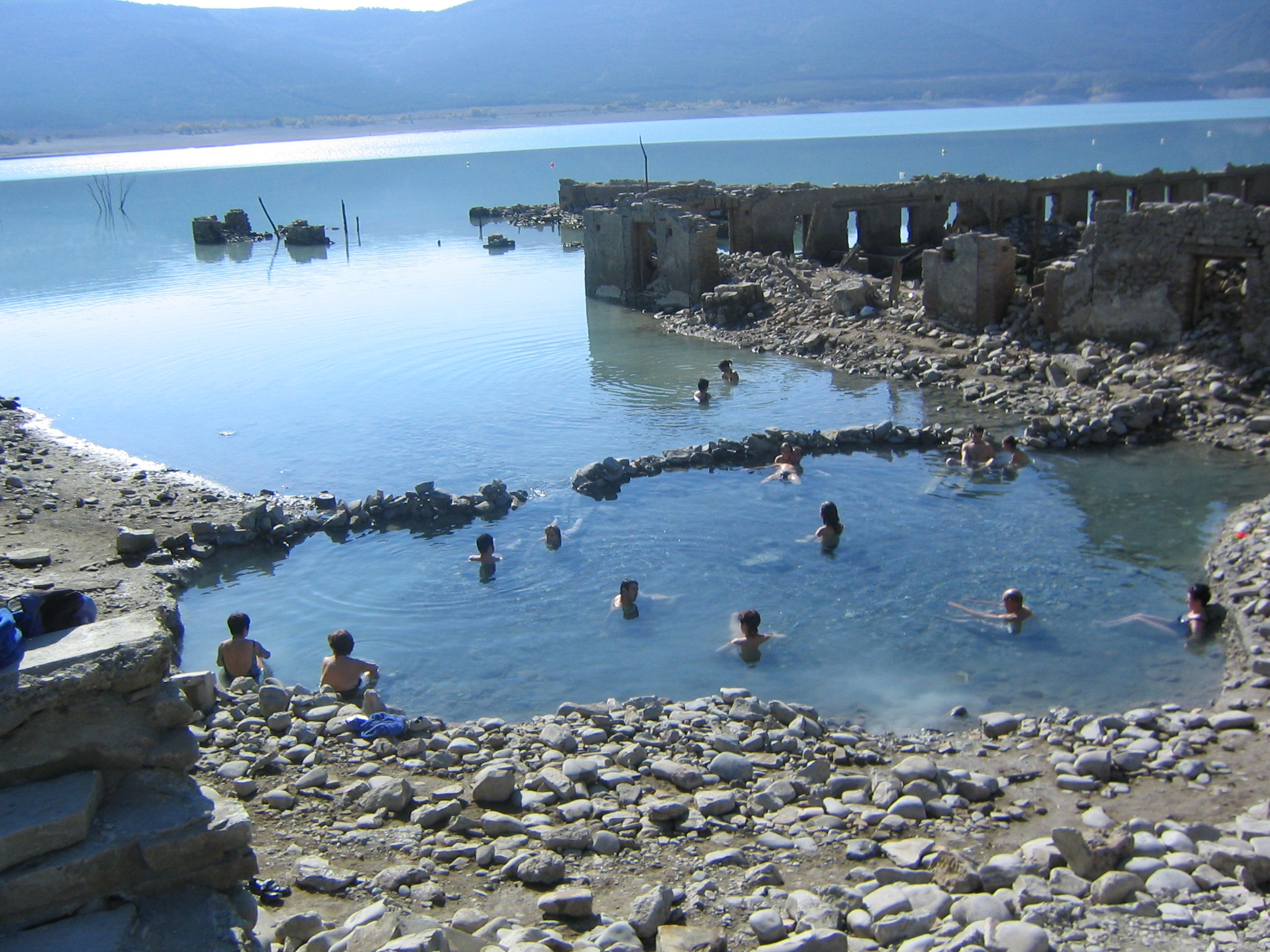
Embalse de Yesa und Reste der ehemaligen Badeanstalt an den Schwefelquellen von Tiermas

Tiermas ist ein Dorf im Pyrenäenvorland an einer Variante des Jakobswegs. Es liegt am Ufer des Aragón und der von ihm gebildeten Yesa-Talsperre. Administrativ gehört es zur Gemeinde Sigüés in der Provinz Saragossa der Autonomen Gemeinschaft Aragonien.
Seinen Namen erhielt das Dorf von den Bädern, die hier von den Römern an den schwefelhaltigen Quellen angelegt wurden (Ortsteil Los Baños, Lage). Die Quellen sprudeln mit einer Temperatur von 35 °C, liegen heute aber meist unter dem Wasserspiegel der Yesa-Talsperre. Nur bei Niedrigwasser (September bis Januar, maximal bis zur Schneeschmelze) können die Quellen von Badefreudigen wieder genutzt werden. Auch die am Ort vorbeiführende Variante des Camino Aragonés, welche dessen historischem Verlauf folgt, kann nur bei Niedrigwasser des Stausees begangen werden.
Mit dem ansteigenden Wasser wurden neben den Quellen auch die fruchtbareren Böden und der untere Teil des Dorfes überschwemmt. Die Bewohner zogen – entschädigt, aber der Erwerbsgrundlage beraubt – in die umliegenden Städte. Millán Bravo beschreibt in seinem Pilgerführer den letzten Bewohner des Ortes (Ende 1992) – den fast achtzigjährigen Bartolomé Torres Orduña, der sich im Gespräch nur noch mühsam an sein Geburtsdatum erinnert habe. Heute sind im Oberdorf einige Häuser als Casas Rurales für den ländlichen Tourismus restauriert. Ab 2007 weist das spanische Statistikamt INE wieder eine Besiedlung des Ortes aus, momentan (Stand: 2011) leben 3 Einwohner in Tiermas.